# Giro d'Italia 2005
Il Giro d'Italia 2005, ottantottesima edizione della "Corsa Rosa" (valida come tredicesima prova del neonato circuito UCI ProTour), si svolse dal 7 al 29 maggio 2005 su un percorso di 3 435,9 km ripartiti in un cronoprologo e venti tappe. Fu vinto da Paolo Savoldelli davanti a Gilberto Simoni e José Rujano. 
Savoldelli, che bissò la vittoria del 2002, s'impose a dispetto dei pronostici, che vedevano favoriti Damiano Cunego (vincitore dell'edizione precedente), il suo compagno di squadra Gilberto Simoni, e Ivan Basso. Savoldelli fece leva sulla propria regolarità e abilità strategica conquistando la vittoria nonostante gli infortuni subiti nei due anni precedenti.

## Tappe
| Tappa  | Data      | Percorso                                              | km      | Vincitore di tappa  | Leader cl. generale |
| ------ | --------- | ----------------------------------------------------- | ------- | ------------------- | ------------------- |
| prol.  | 7 maggio  | Reggio Calabria > Reggio Calabria (cron. individuale) | 1,1     | Brett Lancaster     | Brett Lancaster     |
| 1ª     | 8 maggio  | Reggio Calabria > Tropea                              | 208     | Paolo Bettini       | Paolo Bettini       |
| 2ª     | 9 maggio  | Catanzaro Lido > Santa Maria del Cedro                | 178     | Robbie McEwen       | Robbie McEwen       |
| 3ª     | 10 maggio | Diamante > Giffoni Valle Piana                        | 205     | Danilo Di Luca      | Paolo Bettini       |
| 4ª     | 11 maggio | Giffoni Valle Piana > Frosinone                       | 220     | Luca Mazzanti       | Paolo Bettini       |
| 5ª     | 12 maggio | Celano > L'Aquila                                     | 223     | Danilo Di Luca      | Danilo Di Luca      |
| 6ª     | 13 maggio | Viterbo > Marina di Grosseto                          | 153     | Robbie McEwen       | Paolo Bettini       |
| 7ª     | 14 maggio | Grosseto > Pistoia                                    | 211     | Koldo Gil           | Danilo Di Luca      |
| 8ª     | 15 maggio | Lamporecchio > Firenze (cron. individuale)            | 45      | David Zabriskie     | Danilo Di Luca      |
| 9ª     | 16 maggio | Firenze > Ravenna                                     | 142     | Alessandro Petacchi | Danilo Di Luca      |
|        | 17 maggio | giorno di riposo                                      |         |                     |                     |
| 10ª    | 18 maggio | Ravenna > Rossano Veneto                              | 201,6   | Robbie McEwen       | Danilo Di Luca      |
| 11ª    | 19 maggio | Marostica > Zoldo Alto                                | 150     | Paolo Savoldelli    | Ivan Basso          |
| 12ª    | 20 maggio | Alleghe > Rovereto                                    | 175     | Alessandro Petacchi | Ivan Basso          |
| 13ª    | 21 maggio | Mezzocorona > Ortisei                                 | 218     | Iván Parra          | Paolo Savoldelli    |
| 14ª    | 22 maggio | Egna > Livigno                                        | 210     | Iván Parra          | Paolo Savoldelli    |
| 15ª    | 23 maggio | Livigno > Lissone                                     | 147     | Alessandro Petacchi | Paolo Savoldelli    |
|        | 24 maggio | giorno di riposo                                      |         |                     |                     |
| 16ª    | 25 maggio | Lissone > Varazze                                     | 210     | Christophe Le Mével | Paolo Savoldelli    |
| 17ª    | 26 maggio | Varazze > Limone Piemonte                             | 194     | Ivan Basso          | Paolo Savoldelli    |
| 18ª    | 27 maggio | Chieri > Torino (cron. individuale)                   | 34      | Ivan Basso          | Paolo Savoldelli    |
| 19ª    | 28 maggio | Savigliano > Sestriere                                | 190     | José Rujano         | Paolo Savoldelli    |
| 20ª    | 29 maggio | Albese con Cassano > Milano                           | 120,2   | Alessandro Petacchi | Paolo Savoldelli    |
| Totale | Totale    | Totale                                                | 3 435,9 |                     |                     |

## Squadre e corridori partecipanti
Presero parte alla prova le venti squadre con licenza UCI ProTeam. Ammesse tramite l'assegnazione di wild-card furono Ceramiche Panaria-Navigare e Colombia-Selle Italia. 
| N.      | Cod. | Squadra                    |
| ------- | ---- | -------------------------- |
| 1-9     | LAM  | Lampre-Caffita             |
| 11-19   | BTL  | Bouygues Télécom           |
| 21-29   | PAN  | Ceramiche Panaria-Navigare |
| 31-39   | COF  | Cofidis                    |
| 41-49   | CLM  | Colombia-Selle Italia      |
| 51-59   | C.A  | Crédit Agricole            |
| 61-69   | DVL  | Davitamon-Lotto            |
| 71-79   | DSC  | Discovery Channel          |
| 81-89   | SDM  | Domina Vacanze             |
| 91-99   | EUS  | Euskaltel-Euskadi          |
| 101-109 | FAS  | Fassa Bortolo              |

| N.      | Cod. | Squadra                    |
| ------- | ---- | -------------------------- |
| 111-119 | FDJ  | Française des Jeux         |
| 121-129 | GST  | Gerolsteiner               |
| 131-139 | IBA  | Illes Balears-C. d'Epargne |
| 141-149 | LSW  | Liberty Seguros-Würth      |
| 151-159 | LIQ  | Liquigas-Bianchi           |
| 161-169 | PHO  | Phonak Hearing Systems     |
| 171-179 | QST  | Quick Step-Innergetic      |
| 181-189 | RAB  | Rabobank                   |
| 191-199 | SDV  | Saunier Duval-Prodir       |
| 201-209 | CSC  | Team CSC                   |
| 211-219 | TMO  | T-Mobile Team              |

## Resoconto degli eventi
Dopo il prologo in notturna di Reggio Calabria, vinto dall'australiano Brett Lancaster, nelle prime frazioni tra sud e centro Italia furono due atleti, Paolo Bettini e Danilo Di Luca, ad alternarsi alla guida della classifica generale: il toscano vinse la tappa di Tropea e vestì di rosa per quattro giorni, l'abruzzese si impose invece a Giffoni Valle Piana e L'Aquila portando il simbolo del primato per cinque giorni. I distacchi tra i migliori rimasero comunque abbastanza contenuti (anche se nella cronometro di Firenze Damiano Cunego e Gilberto Simoni persero entrambi due minuti da Ivan Basso).
La vera battaglia iniziò con le prime Alpi. Nell'undicesima frazione, quella con arrivo a Zoldo Alto, Paolo Savoldelli conquistò la vittoria di giornata mentre Ivan Basso, giunto insieme a lui all'arrivo, prese la leadership temporanea; il campione in carica, Damiano Cunego, perse invece sei minuti, uscendo dalla corsa per la vittoria. Due giorni dopo, nella tappa di Ortisei vinta da Iván Parra, Savoldelli, Di Luca e Gilberto Simoni staccarono Basso di più di un minuto, con lo stesso Savoldelli che divenne la nuova maglia rosa. L'indomani Basso, in quel momento secondo in graduatoria, andò in crisi sull'ascesa verso lo Stelvio e giunse all'arrivo di Livigno con ben 42 minuti di ritardo, uscendo definitivamente di classifica. Quel giorno Simoni e Di Luca tentarono di staccare Savoldelli, ma senza particolari esiti.
Nella diciassettesima tappa, con traguardo a Limone Piemonte, si impose in solitaria un redivivo Ivan Basso; sia Simoni che il venezuelano José Rujano guadagnarono preziosi secondi su Di Luca e su Savoldelli – il quale però rimase in rosa – salendo rispettivamente al secondo e terzo posto in classifica. Il giorno dopo, nella cronometro di Torino, Basso riuscì a vincere nuovamente, mentre tutto il vantaggio che Simoni e Rujano avevano preso nella tappa precedente fu annullato dallo specialista Savoldelli. La corsa si decise nella successiva tappa a Sestriere, l'ultima decisiva. Rujano, Di Luca e Simoni tentarono allora l'attacco alla maglia rosa, staccando Savoldelli sul Colle delle Finestre. I tre scollinarono con Simoni leader virtuale, nell'ultima salita non riuscirono però a dare continuità all'azione. Di Luca perse contatto preda dei crampi, Rujano staccò Simoni e ottenne la vittoria di tappa, il trentino chiuse secondo di tappa. Savoldelli riuscì dal canto suo a riguadagnare sui fuggitivi e a mantenere il primato con soli 28 secondi su Simoni e 45 su Rujano.
Il Giro d'Italia andò così per la seconda volta, dopo il 2002, a Paolo Savoldelli, vincitore davanti a Simoni, Rujano e Di Luca. Quinto fu Juan Manuel Gárate, mentre Serhij Hončar, sul podio l'anno prima, chiuse sesto. Basso, andato in crisi nella tappa di Livigno, chiuse fuori dalla top 10.
Quest'edizione del Giro segnò l'addio alle competizioni di Mario Cipollini, che salutò il mondo del ciclismo in occasione della cronometro di Reggio Calabria. Il "Re Leone" lasciò il testimone nelle mani di Alessandro Petacchi, che dimostrò di avere pochi rivali negli arrivi in volata, vincendo quattro tappe. La maglia ciclamino della classifica a punti andò però a Paolo Bettini, con Petacchi secondo nella speciale graduatoria. Il terzo classificato, José Rujano, vinse invece la maglia verde del Gran Premio della Montagna.
La decima tappa fu accorciata a 202 km, in seguito a una richiesta dei corridori. La partenza della quindicesima tappa fu spostata a Villa di Tirano, a causa del maltempo sulla Forcola di Livigno (la lunghezza fu ridotta a 147 km).

## Dettagli delle tappe

### Prologo
- 7 maggio: Reggio Calabria > Reggio Calabria – Cronometro individuale – 1,1 km

Risultati
| Pos. | Corridore           | Squadra       | Tempo |
| ---- | ------------------- | ------------- | ----- |
| 1    | Brett Lancaster     | Cer. Panaria  | 1'20" |
| 2    | Matteo Tosatto      | Fassa Bortolo | a 1"  |
| 3    | Alessandro Petacchi | Fassa Bortolo | s.t.  |

| Pos. | Corridore           | Squadra       | Tempo |
| ---- | ------------------- | ------------- | ----- |
| 1    | Brett Lancaster     | Cer. Panaria  | 1'20" |
| 2    | Matteo Tosatto      | Fassa Bortolo | a 1"  |
| 3    | Alessandro Petacchi | Fassa Bortolo | s.t.  |

Descrizione e riassunto
Sul dannunziano "Chilometro più bello d'Italia" si corse un cronoprologo completamente pianeggiante in notturna.
La vittoria del prologo andò al giovane velocista australiano Brett Lancaster, già vincitore della medaglia d'oro alle olimpiadi di Atene nella specialità dell'inseguimento a squadre. Al terzo posto Alessandro Petacchi, preceduto dal compagno di squadra Matteo Tosatto.
L'emozione maggiore di questa tappa fu la passerella concessa dall'organizzazione a Mario Cipollini. "Re Leone", ritiratosi appena dieci giorni prima dall'attività agonistica, dopo la fine della gara ha percorso i 1.150 metri tra gli applausi della folla, indossando un body rosa. 

### 1ª tappa
- 8 maggio: Reggio Calabria > Tropea – 208 km

Risultati
| Pos. | Corridore           | Squadra       | Tempo    |
| ---- | ------------------- | ------------- | -------- |
| 1    | Paolo Bettini       | Quick Step    | 5h09'32" |
| 2    | Robbie McEwen       | Davitamon     | a 3"     |
| 3    | Alessandro Petacchi | Fassa Bortolo | a 4"     |

| Pos. | Corridore           | Squadra       | Tempo    |
| ---- | ------------------- | ------------- | -------- |
| 1    | Paolo Bettini       | Quick Step    | 5h10'35" |
| 2    | Robbie McEwen       | Davitamon     | a 12"    |
| 3    | Alessandro Petacchi | Fassa Bortolo | a 14"    |

Descrizione e riassunto
Dopo la partenza da Reggio Calabria si proseguiva lungo la costa ionica della Calabria fino a Siderno, da qui ci si dirigeva nell'entroterra fino a raggiungere la costa tirrenica a Vibo Valentia da dove si prosegue verso sud
fino all'arrivo a Tropea
Prima tappa in linea e prima vittoria al Giro d'Italia in carriera per Paolo Bettini, che indossò anche l'ambita maglia rosa. A 17 km dall'arrivo il gruppo, guidato dalle squadre dei velocisti, riuscì a riprendere i fuggitivi di giornata e rimase compatto fino ad un chilometro dall'arrivo, alla base di uno strappo di 400 metri con pendenze fino al 15% nei primi 100 m.
All'inizio della salita, con uno scatto, Bettini riuscì a fare il vuoto ed arrivare all'arrivo con un margine minimo, beffando i velocisti e conquistando la maglia rosa.

### 2ª tappa
- 9 maggio: Catanzaro Lido > Santa Maria del Cedro – 178 km

Risultati
| Pos. | Corridore      | Squadra       | Tempo    |
| ---- | -------------- | ------------- | -------- |
| 1    | Robbie McEwen  | Davitamon     | 4h34'47" |
| 2    | Isaac Gálvez   | Illes Balears | s.t.     |
| 3    | Robert Förster | Gerolsteiner  | s.t.     |

| Pos. | Corridore           | Squadra       | Tempo    |
| ---- | ------------------- | ------------- | -------- |
| 1    | Robbie McEwen       | Davitamon     | 9h45'14" |
| 2    | Paolo Bettini       | Quick Step    | a 8"     |
| 3    | Alessandro Petacchi | Fassa Bortolo | a 22"    |

Descrizione e riassunto
Tappa completamente pianeggiante, dalla frazione di Catanzaro posta sul Mar Ionio ci si dirigeva come nel giorno
precedente verso la costa tirrenica, andando questa volta verso nord fino a Santa Maria del Cedro in provincia di Cosenza.
La seconda tappa del Giro fu una classica tappa per velocisti. Poco dopo la partenza si staccò una fuga di un gruppetto di sei ciclisti, che arrivarono a guadagnare un vantaggio massimo di cinque minuti e vennero ripresi ad una ventina di chilometri dall'arrivo dal gruppo, che proseguì compatto fino al traguardo. Nello sprint finale non vinse il favorito della vigilia Alessandro Petacchi, ma l'australiano Robbie McEwen che, grazie ai 20" di abbuono, riuscì anche a far sua la maglia rosa di leader della classifica generale.
A 40 km dall'arrivo Alberto López de Munain fu vittima di una brutta caduta, riportando diverse fratture sia alla clavicola sinistra che alla scapola sinistra che ad altre costali, oltre ad un versamento nei polmoni.

### 3ª tappa
- 10 maggio: Diamante > Giffoni Valle Piana – 205 km

Risultati
| Pos. | Corridore        | Squadra  | Tempo    |
| ---- | ---------------- | -------- | -------- |
| 1    | Danilo Di Luca   | Liquigas | 5h24'17" |
| 2    | Damiano Cunego   | Lampre   | s.t.     |
| 3    | Stefano Garzelli | Liquigas | s.t.     |

| Pos. | Corridore      | Squadra    | Tempo     |
| ---- | -------------- | ---------- | --------- |
| 1    | Paolo Bettini  | Quick Step | 15h09'35" |
| 2    | Danilo Di Luca | Liquigas   | a 9"      |
| 3    | Damiano Cunego | Lampre     | a 23"     |

Descrizione e riassunto
Tappa dal percorso meno pianeggiante rispetto alla precedente, si partiva dalla località balneare di Diamante, proseguendo lungo il litorale fino a Praia a Mare per poi dirigersi verso l'interno ed entrare in Basilicata. A partire da Lagonegro il percorso della tappa affiancava l'autostrada A3 Salerno-Reggio Calabria fino a raggiungere Salerno. Da Salerno si raggiungeva Giffoni Valle Piana, passando per la suggestiva salita di Santa Tecla (376 m), principale difficoltà della tappa posta a pochi chilometri dall'arrivo.
Tappa caratterizzata da una lunghissima fuga con protagonista l'australiano Russell Van Hout che, partito al km 8, accumulò un vantaggio di 15 minuti, prima di essere raggiunto al km 177. Danilo Di Luca fu il vincitore e l'uomo più brillante della terza tappa, che lo ha visto trionfante in una volata combattutissima con Damiano Cunego. All'inizio della salita di Santa Tecla sotto la spinta di Paolo Bettini e dei ciclisti della squadra di Di Luca, i migliori accelerarono staccando i velocisti. McEwen arrivò al traguardo con circa un minuto di ritardo e perse la maglia rosa a favore di Paolino Bettini che chiuse sesto nella volata finale.
Ad Eboli due spettatori tentarono di scalciare i ciclisti in gruppo in mezzo alla strada.

### 4ª tappa
- 11 maggio: Giffoni Valle Piana > Frosinone – 220 km

Risultati
| Pos. | Corridore         | Squadra      | Tempo    |
| ---- | ----------------- | ------------ | -------- |
| 1    | Luca Mazzanti     | Cer. Panaria | 5h10'09" |
| 2    | Dario David Cioni | Liquigas     | s.t.     |
| 3    | Michele Scarponi  | Liberty Seg. | s.t.     |

| Pos. | Corridore      | Squadra      | Tempo     |
| ---- | -------------- | ------------ | --------- |
| 1    | Paolo Bettini  | Quick Step   | 20h19'44" |
| 2    | Danilo Di Luca | Liquigas     | a 13"     |
| 3    | Luca Mazzanti  | Cer. Panaria | a 16"     |

Riassunto
Tappa quasi completamente pianeggiante, adatta ai velocisti. Si continua a salire verso nord, la carovana del giro raggiunge passa per le città di Nocera Inferiore, Nola, Maddaloni, Caserta, quindi lasciando la Campania ed entrando nel Lazio, Cassino, Arce fino all'arrivo di Frosinone.
Sembrava una tipica tappa per velocisti, con la solita fuga iniziale animata dall'ingegnere Marco Pinotti e l'anziano Cédric Vasseur, partiti al km 24 e ripresi dopo circa 160 km. Complice il percorso, formato da curve, controcurve, salitelle e ripide discese, ed alcune cadute, il gruppo si frammentò e la tappa si movimentò. Nella discesa prima dell'arrivo si gettò a capofitto Celestino, ed in pochi riuscirono a stargli dietro. Nel rettilineo finale in cinque si avvantaggiarono di poco sul resto del gruppo ed iniziò una volata ristretta.
Partì per primo Paolo Bettini, che chiuse Baden Cooke contro le transenne, causandone la caduta. Lo stesso Bettini vinse sul traguardo ma, in seguito al ricorso dell'australiano, la giuria declassò Bettini all'ultimo posto del drappello, consegnando la vittoria a Luca Mazzanti.
Tra gli uomini con ambizioni di vittoria finale Paolo Savoldelli fu quello che perse più terreno, quasi un minuto.

### 5ª tappa
- 12 maggio: Celano > L'Aquila – 223 km

Risultati
| Pos. | Corridore        | Squadra       | Tempo    |
| ---- | ---------------- | ------------- | -------- |
| 1    | Danilo Di Luca   | Liquigas      | 6h01'18" |
| 2    | Marzio Bruseghin | Fassa Bortolo | s.t.     |
| 3    | Mauricio Ardila  | Davitamon     | a 2"     |

| Pos. | Corridore      | Squadra      | Tempo     |
| ---- | -------------- | ------------ | --------- |
| 1    | Danilo Di Luca | Liquigas     | 26h20'55" |
| 2    | Paolo Bettini  | Quick Step   | a 3"      |
| 3    | Luca Mazzanti  | Cer. Panaria | a 25"     |

Descrizione e riassunto
Si ripartì dall'Abruzzo, con la prima tappa di montagna che si svolse quasi interamente all'interno del Parco Nazionale d'Abruzzo con tre Gran Premi della montagna. Era dal 1965 che il Giro non faceva tappa a L'Aquila, tra i vincitori di tappe arrivate nel capoluogo abruzzese Gino Bartali nel 1935 e nel 1936.
L'abruzzese Danilo Di Luca riuscì a coronare il suo sogno, vincendo la tappa e vestendo la maglia rosa il giorno in cui il Giro passava vicino a casa sua. La tappa con le prime montagne vissee sull'inseguimento del gruppo principale ad un gruppetto di corridori in fuga per circa 170 km, tra cui vi era la maglia rosa. Infatti Bettini si inserisce tra i fuggitivi che arrivarono ad avere circa otto minuti di vantaggio. Le squadre dei favoriti tirarono per chiudere il divario, ricompattando la corsa a soli 13 km dall'arrivo.
In vista del traguardo Bruseghin provò ad anticipare la volata, Di Luca in rimonta lo sorpassò poco prima del traguardo e vinse. L'abruzzese vestì la maglia rosa con tre secondi su Bettini.

### 6ª tappa
- 13 maggio: Viterbo > Marina di Grosseto – 153 km

Risultati
| Pos. | Corridore        | Squadra       | Tempo    |
| ---- | ---------------- | ------------- | -------- |
| 1    | Robbie McEwen    | Davitamon     | 3h37'17" |
| 2    | Jaan Kirsipuu    | Crédit        | s.t.     |
| 3    | Volodymyr Bileka | Discovery Ch. | s.t.     |

| Pos. | Corridore      | Squadra    | Tempo     |
| ---- | -------------- | ---------- | --------- |
| 1    | Paolo Bettini  | Quick Step | 29h58'09" |
| 2    | Danilo Di Luca | Liquigas   | a 3"      |
| 3    | Damiano Cunego | Lampre     | a 28"     |

Descrizione e riassunto
Tappa breve, praticamente pianeggiante, con partenza da Viterbo in direzione del lago di Bolsena, da cui si proseguiva verso Valentano per poi entrare in Toscana ed attraversare la Maremma (passando per Manciano e Scansano) fino a raggiungere Grosseto e da lì Marina di Grosseto.
Rientrano dunque in azione i velocisti. Il gruppo percorse compatto i pochi chilometri della tappa, con Bettini che, tagliando per primo il traguardo dell'Intergiro, guadagnò 6" di abbuono che gli permeisero di scavalcare Di Luca in classifica generale.
Il favorito per lo sprint, Alessandro Petacchi, rimase coinvolto in una caduta a circa 2 chilometri dal traguardo, provocata dal suo stesso treno, che lo tagliò fuori dalla volata finale. Lo sprint venne vinto agevolmente dall'australiano McEwen, al secondo centro in questo Giro.

### 7ª tappa
- 14 maggio: Grosseto > Pistoia – 211 km

Risultati
| Pos. | Corridore      | Squadra      | Tempo    |
| ---- | -------------- | ------------ | -------- |
| 1    | Koldo Gil      | Liberty Seg. | 5h08'17" |
| 2    | Damiano Cunego | Lampre       | a 20"    |
| 3    | Danilo Di Luca | Liquigas     | s.t.     |

| Pos. | Corridore       | Squadra     | Tempo     |
| ---- | --------------- | ----------- | --------- |
| 1    | Danilo Di Luca  | Liquigas    | 35h06'41" |
| 2    | Damiano Cunego  | Lampre      | a 26"     |
| 3    | Mirko Celestino | Domina Vac. | a 54"     |

Descrizione e riassunto
Tappa caratterizzata dalla salita del Sammommè a pochi chilometri dall'arrivo, da affrontare dopo essere già passati sul traguardo. Percorso interamente in Toscana, i principali centri che si toccarono dopo la partenza da Grosseto furono Colle di Val d'Elsa, Poggibonsi e Castelfiorentino. Il Giro arriva per la quarta volta a Pistoia, la prima risale al 1928, tappa vinta da Albino Binda, fratello minore del gran dominatore dell'epoca Alfredo Binda.
Vinse Koldo Gil, conterraneo di Miguel Indurain. Lo spagnolo fu autore di una fuga di circa 190 km, prima in compagnia di altri venti ciclisti, staccatisi via via lungo il percorso, gli ultimi nella dura salita del Sammommè. Lungo l'ascesa finale terminò ormai definitivamente l'avventura in rosa di Paolo Bettini, che rimase attardato ed arrivò al traguardo con circa due minuti di ritardo dai migliori. A fine salita tra i favoriti si staccarono anche Ivan Basso, Stefano Garzelli e Dario David Cioni che arriveranno al traguardo a circa 30 secondi rispetto a Danilo Di Luca che riconquistò la maglia rosa, Gilberto Simoni e Damiano Cunego, che si impegnò nello sprint per il secondo posto non sapendo che Koldo Gil aveva già vinto la tappa.

### 8ª tappa
- 15 maggio: Lamporecchio > Firenze – Cronometro individuale – 45 km

Risultati
| Pos. | Corridore        | Squadra       | Tempo  |
| ---- | ---------------- | ------------- | ------ |
| 1    | David Zabriskie  | Team CSC      | 58'31" |
| 2    | Ivan Basso       | Team CSC      | a 17"  |
| 3    | Paolo Savoldelli | Discovery Ch. | s.t.   |

| Pos. | Corridore        | Squadra   | Tempo     |
| ---- | ---------------- | --------- | --------- |
| 1    | Danilo Di Luca   | Liquigas  | 36h06'47" |
| 2    | Ivan Basso       | Team CSC  | a 9"      |
| 3    | Paolo Savoldelli | Discovery | a 35"     |

Descrizione e riassunto
Prima corsa contro il tempo di questo Giro d'Italia, con partenza da Lamporecchio ed arrivo a Firenze, all'interno del Parco delle Cascine. Primi 18 km della tappa abbastanza nervosi, culminanti con il Gran Premio della Montagna de Il Pinone a cui seguiva una discesa di 9 km, mentre gli ultimi 17 km sono completamente pianeggianti. Il Giro è arrivato a Firenze già 28 volte, la prima nel 1909, vinse Luigi Ganna, l'ultima nel 1989.
Vittoria di David Zabriskie, americano che nessuno aveva pronosticato e compagno di squadra di Ivan Basso. Fu proprio Basso uno dei protagonisti in positivo della tappa, infatti il varesino, dato in crisi nella tappa precedente, sfoderò una prestazione maiuscola, giungendo secondo a 17" e lasciando a più di 2 minuti sia Damiano Cunego che Gilberto Simoni. Altri protagonisti in positivo furono la maglia rosa che riuscì a limitare i danni ed a tenere la maglia e Paolo Savoldelli che terminò terzo, mentre tanto Cunego che Simoni realizzarono una prova deludente, leggermente meglio Garzelli ed il campione italiano a cronometro Cioni, che persero rispettivamente circa 1' e 40" da Basso.

### 9ª tappa
- 16 maggio: Firenze > Ravenna – 142 km

Risultati
| Pos. | Corridore           | Squadra       | Tempo    |
| ---- | ------------------- | ------------- | -------- |
| 1    | Alessandro Petacchi | Fassa Bortolo | 3h15'32" |
| 2    | Paolo Bettini       | Quick Step    | s.t.     |
| 3    | Aurélien Clerc      | Phonak        | s.t.     |

| Pos. | Corridore        | Squadra   | Tempo     |
| ---- | ---------------- | --------- | --------- |
| 1    | Danilo Di Luca   | Liquigas  | 39h22'19" |
| 2    | Ivan Basso       | Team CSC  | a 9"      |
| 3    | Paolo Savoldelli | Discovery | a 35"     |

Descrizione e riassunto
Dopo le fatiche della cronometro, una tappa per velocisti, con un GPM sui 907 m s.l.m. del Passo del Muraglione a 90 km dall'arrivo. La partenza era situata nel sobborgo fiorentino di Ponte a Ema, la località dove nacque Gino Bartali e dove si trova un museo dedicato al grande campione, poi ci si dirigeva verso est fino ad arrivare in Emilia-Romagna.
Petacchi ottenne la prima vittoria dall'inizio del Giro, dopo i problemi nelle tappe precedenti adatte agli sprinter. Secondo a sorpresa Bettini, che riuscì a sprintare con i migliori velocisti.

### 10ª tappa
- 18 maggio: Ravenna > Rossano Veneto – 201,6 km

Risultati
| Pos. | Corridore           | Squadra       | Tempo    |
| ---- | ------------------- | ------------- | -------- |
| 1    | Robbie McEwen       | Davitamon     | 5h29'21" |
| 2    | Alessandro Petacchi | Fassa Bortolo | s.t.     |
| 3    | Stuart O'Grady      | Cofidis       | s.t.     |

| Pos. | Corridore        | Squadra   | Tempo     |
| ---- | ---------------- | --------- | --------- |
| 1    | Danilo Di Luca   | Liquigas  | 44h51'40" |
| 2    | Ivan Basso       | Team CSC  | a 9"      |
| 3    | Paolo Savoldelli | Discovery | a 35"     |

Descrizione e riassunto
Dopo la prima giornata di riposo si ripartì per una tappa completamente pianeggiante attraverso la Pianura Padana, con passaggio da Ferrara, Rovigo e Padova, prima di raggiungere Rossano Veneto in provincia di Vicenza, dove un circuito cittadino venne ripetuto tre volte prima del traguardo.
L'unica fuga consistente fu quella di Raffaele Illiano, 70 km in solitaria, annullata a 30 km dal traguardo. L'organizzazione decise inoltre di considerare non il tempo all'arrivo ma quello al primo passaggio per il traguardo nel circuito per evitare possibili problemi dovuti a cadute o alla pioggia. Dunque gruppo compatto fin sul traguardo, con le squadre dei velocisti a fare il lavoro per lanciare gli sprinter e Petacchi venne bruciato proprio sulla linea del traguardo da McEwen.
Nel pomeriggio i Carabinieri del NAS effettuarono una perquisizione nell'albergo che ospitava le squadre Davitamon-Lotto e Saunier Duval-Prodir, sequestrando alla squadra belga un Alti-Trainer, una sorta di camera ipobarica che può aumentare la percentuale di ossigeno nell'aria, facendo così modificare la percentuale di emoglobina nel sangue senza usare prodotti dopanti.

### 11ª tappa
- 19 maggio: Marostica > Zoldo Alto – 150 km

Risultati
| Pos. | Corridore        | Squadra       | Tempo    |
| ---- | ---------------- | ------------- | -------- |
| 1    | Paolo Savoldelli | Discovery Ch. | 4h13'43" |
| 2    | Ivan Basso       | Team CSC      | s.t.     |
| 3    | Gilberto Simoni  | Lampre        | a 21"    |

| Pos. | Corridore        | Squadra   | Tempo     |
| ---- | ---------------- | --------- | --------- |
| 1    | Ivan Basso       | Team CSC  | 49h05'20" |
| 2    | Paolo Savoldelli | Discovery | a 18"     |
| 3    | Danilo Di Luca   | Liquigas  | a 1'04"   |

Descrizione e riassunto
Prima vera tappa di montagna, con partenza da Marostica in provincia di Vicenza. Il percorso era in leggera ascesa per i primi 80 km circa, poi iniziavano le salite vere, con quattro GPM negli ultimi 70 km ed arrivo in salita, ai 1514 m di Zoldo Alto, nel comprensorio Dolomiti Stars, provincia di Belluno.
Uno dei favoriti per la vittoria finale, Damiano Cunego, va in crisi e giunge al traguardo solo ventisettesimo, ad oltre sei minuti dal vincitore Paolo Savoldelli, che precede Ivan Basso, capace di portare un attacco sul passo Duran. Solo Simoni e Di Luca riescono a limitare i danni. Basso conquista la maglia rosa.

### 12ª tappa
- 20 maggio: Alleghe > Rovereto – 175 km

Risultati
| Pos. | Corridore           | Squadra       | Tempo    |
| ---- | ------------------- | ------------- | -------- |
| 1    | Alessandro Petacchi | Fassa Bortolo | 4h50'00" |
| 2    | Paride Grillo       | Cer. Panaria  | s.t.     |
| 3    | Isaac Gálvez        | Illes Balears | s.t.     |

| Pos. | Corridore        | Squadra   | Tempo     |
| ---- | ---------------- | --------- | --------- |
| 1    | Ivan Basso       | Team CSC  | 53h55'20" |
| 2    | Paolo Savoldelli | Discovery | a 18"     |
| 3    | Danilo Di Luca   | Liquigas  | a 1'04"   |

Descrizione e riassunto
Dopo circa 25 km dalla partenza da Alleghe si transitava sui 1918 m del Passo San Pellegrino che segnava il confine tra il
Veneto ed il Trentino-Alto Adige. Il Passo era anche l'unica asperità della tappa, da lì fino all'arrivo una lunga discesa. Si passava in Val di Fassa e Val di Fiemme attraverso le località turistiche di Moena, Predazzo e Cavalese, poi si arrivava in Val di Cembra prima di scendere verso Trento. Si continuava seguendo il corso dell'Adige verso sud fino ad Ala per poi tornare verso nord sempre lungo il corso dell'Adige e raggiungere il traguardo di Rovereto, dove il Giro arrivava per la terza volta.
Frazione per velocisti. Vinse Alessandro Petacchi, che anticipò Paride Grillo e lo spagnolo Isaac Gálvez, grazie al lavoro fatto dal treno della Fassa Bortolo nel preparare la volata ad Ale-Jet.

### 13ª tappa
- 21 maggio: Mezzocorona > Ortisei – 218 km

Risultati
| Pos. | Corridore          | Squadra  | Tempo    |
| ---- | ------------------ | -------- | -------- |
| 1    | Iván Parra         | Colombia | 6h31'34" |
| 2    | Juan Manuel Gárate | Saunier  | a 23"    |
| 3    | José Rujano        | Colombia | a 23"    |

| Pos. | Corridore        | Squadra   | Tempo     |
| ---- | ---------------- | --------- | --------- |
| 1    | Paolo Savoldelli | Discovery | 60h31'12" |
| 2    | Ivan Basso       | Team CSC  | a 50"     |
| 3    | Danilo Di Luca   | Liquigas  | a 53"     |

Descrizione e riassunto
Tappa con cinque Gran Premi della montagna, di cui l'ultimo a 5 km dall'arrivo. Si superò quota 2000 metri per tre volte, passo Sella 2244 m, passo Gardena 2121 m e passo delle Erbe 2004 m. Si partiva da Mezzocorona, pochi chilometri a nord di Trento, e ci si dirigeva verso nord. Era la seconda volta che il Giro fa tappa ad Ortisei, la prima fu nel 1940, vinse Gino Bartali.
Con l'arrivo delle montagne dure, la classifica si rimescolò. La vittoria di tappa andò ad Iván Parra, colombiano della Selle Italia, che fino a pochi mesi prima non aveva neppure una squadra: partì a 200 km dall'arrivo e portò fino in fondo la sua fuga. Sulla salita finale Savoldelli attaccò e Basso, a causa di scorretta alimentazione effettuata il giorno prima perse più di un minuto. Tennero invece Danilo Di Luca e Gilberto Simoni, che arrivarono al traguardo a soli sette secondi da Savoldelli. Lo stesso Savoldelli indossò la maglia rosa, con 50 secondi di vantaggio su Basso.

### 14ª tappa
- 22 maggio: Egna > Livigno – 210 km

Risultati
| Pos. | Corridore      | Squadra  | Tempo    |
| ---- | -------------- | -------- | -------- |
| 1    | Iván Parra     | Colombia | 6h46'33" |
| 2    | Tadej Valjavec | Phonak   | a 1'50"  |
| 3    | José Rujano    | Colombia | s.t.     |

| Pos. | Corridore        | Squadra   | Tempo     |
| ---- | ---------------- | --------- | --------- |
| 1    | Paolo Savoldelli | Discovery | 67h21'28" |
| 2    | Danilo Di Luca   | Liquigas  | a 25"     |
| 3    | Gilberto Simoni  | Lampre    | a 1'48"   |

Descrizione e riassunto
Partenza da Egna con la prima salita dopo circa 30 km verso i 1000 metri s.l.m. di Frassineto, quindi dopo altri 30 km circa la discesa verso Merano e da qui una leggera salita fino al km 122 dove iniziava la scalata della montagna più alta di questo Giro d'Italia, la Cima Coppi, il passo dello Stelvio a 2758 m. Dallo Stelvio discesa verso Bormio e da qui nuova salita verso il Passo del Foscagno e l'arrivo a Livigno. Era la seconda volta che il Giro faceva tappa a Livigno, la prima volta nel 1972 con vittoria di Eddy Merckx.
La tappa vide la definitiva uscita dalla lotta per la vittoria di Ivan Basso che, colpito da congestione gastrintestinale, crollò letteralmente sullo Stelvio, perdendo più di 18 minuti (saranno oltre 42' all'arrivo). La vittoria andò ancora una volta al colombiano Iván Parra che, con un'altra fuga di 171 km (più di 300 in due giorni), andò a vincere a Livigno. Il venezuelano José Rujano transitò per primo sul Passo dello Stelvio, aggiudicandosi la cima Coppi. A muovere le acque in classifica, oltre al crollo di Basso, ci pensò Gilberto Simoni che, con un breve attacco sull'ultimo strappo, staccò la maglia rosa Savoldelli, colpito da crampi, che riuscì a recuperare qualcosa in discesa, fermando il cronometro a soli 20" da Simoni e Di Luca.

### 15ª tappa
- 23 maggio: Livigno > Lissone – 147 km

Risultati
| Pos. | Corridore           | Squadra       | Tempo    |
| ---- | ------------------- | ------------- | -------- |
| 1    | Alessandro Petacchi | Fassa Bortolo | 3h32'41" |
| 2    | Erik Zabel          | T-Mobile      | s.t.     |
| 3    | Paolo Bettini       | Quick Step    | s.t.     |

| Pos. | Corridore        | Squadra   | Tempo     |
| ---- | ---------------- | --------- | --------- |
| 1    | Paolo Savoldelli | Discovery | 70h54'09" |
| 2    | Danilo Di Luca   | Liquigas  | a 25"     |
| 3    | Gilberto Simoni  | Lampre    | a 1'48"   |

Descrizione e riassunto
Si trattava di una tappa per velocisti. Subito dopo la partenza da Livigno sconfinamento in Svizzera e passaggio, dopo circa 10 km dalla partenza, sul Gran Premio della Montagna di Forcola di Livigno a quota 2315 m seguito da una discesa continua fino all'ingresso in Italia, dopo circa 50 km. Ritornati in provincia di Sondrio altri 150 km di pianura fino al traguardo, con passaggio da Sondrio, Morbegno, il lungolago verso Lecco. Dopo Lecco si passava in Brianza fino ad arrivare a Lissone dove era posto il traguardo dopo due giri di un circuito cittadino.
La tappa venne accorciata, sia all'inizio che alla fine, a causa delle condizioni meteorologiche. Invece di partire da Livigno infatti, a causa del maltempo, la gara prese il via a Tirano al chilometro 50, mentre a Lissone i cronometri vennero fermati al primo passaggio del circuito finale, causa una pericolosa strettoia a soli 500 metri dal traguardo. Le squadre dei velocisti si organizzarono per lanciare i propri sprinter verso il traguardo, dove si impose Alessandro Petacchi che, partito a 250 metri, vinse con oltre mezza bicicletta di vantaggio su Zabel.

### 16ª tappa
- 25 maggio: Lissone > Varazze – 210 km

Risultati
| Pos. | Corridore           | Squadra   | Tempo    |
| ---- | ------------------- | --------- | -------- |
| 1    | Christophe Le Mével | Crédit    | 4h50'51" |
| 2    | Christophe Brandt   | Davitamon | a 9"     |
| 3    | Alessandro Vanotti  | Domina    | a 16"    |

| Pos. | Corridore        | Squadra   | Tempo     |
| ---- | ---------------- | --------- | --------- |
| 1    | Paolo Savoldelli | Discovery | 76h07'16" |
| 2    | Danilo Di Luca   | Liquigas  | a 25"     |
| 3    | Gilberto Simoni  | Lampre    | a 1'48"   |

Descrizione e riassunto
Dopo il giorno di riposo e prima delle ultime frazioni, ancora una tappa completamente pianeggiante. Il percorso rendeva la tappa simile ad una piccola Milano-Sanremo, anche se meno impegnativa sia per chilometraggio che per altimetria. Dopo essere passati nelle vicinanze di Milano, ci si dirigeva verso sud passando per Abbiategrasso ed entrando in Piemonte, in provincia di Alessandria. Si passa per Tortona e Novi Ligure, quindi si entrava in Liguria, provincia di Savona. Era la quarta volta che il Giro arriva a Varazze, la prima volta, nel 1976, vinse Francesco Moser.
A 100 km dal traguardo un gruppo di 17 corridori fecero partire la fuga decisiva. Arrivano fino ad un paio di chilometri dalla fine dandosi cambi regolari ed accumulando un vantaggio sul gruppo che arrivò con oltre 22 minuti di ritardo. A 1.400 metri dal traguardo, nessuno riuscì a reagire allo scatto di Christophe Le Mevel che taglio per primo il traguardo di Varazze.

### 17ª tappa
- 26 maggio: Varazze > Limone Piemonte – 194 km

Risultati
| Pos. | Corridore       | Squadra  | Tempo    |
| ---- | --------------- | -------- | -------- |
| 1    | Ivan Basso      | Team CSC | 5h15'46" |
| 2    | José Rujano     | Colombia | a 1'06"  |
| 3    | Gilberto Simoni | Lampre   | s.t.     |

| Pos. | Corridore        | Squadra   | Tempo     |
| ---- | ---------------- | --------- | --------- |
| 1    | Paolo Savoldelli | Discovery | 81h24'50" |
| 2    | Gilberto Simoni  | Lampre    | a 58"     |
| 3    | José Rujano      | Colombia  | a 1'24"   |

Descrizione e riassunto
Nella prima delle tappe finali e decisive si lasciava il mare dirigendosi verso l'interno, fino a giungere in Piemonte in provincia di Cuneo, passando per Mondovì, il santuario di Vicoforte, Borgo San Dalmazzo, Cuneo e Limone Piemonte. Da qui iniziava l'ascesa verso il Colle di Tenda, al confine con la Francia, dove era posto il traguardo, una salita di 13 km con pendenze elevate soprattutto nella parte finale.
La prima tappa con arrivo in Piemonte, vide in particolare il riscatto di Ivan Basso che, dopo aver perso più di 42 minuti sullo Stelvio, vinse la sua prima tappa della corsa rosa con oltre un minuto di vantaggio sugli altri corridori. Dopo un primo scatto sul Colletto del Moro, insieme al compagno di squadra Schleck ed altri quattro corridori, Basso replicò sui 13 km di salita che portavano al confine italo-francese, staccando tutti e mantenendo la promessa fatta sullo Stelvio a Bjarne Riis. Tra gli uomini di classifica Gilberto Simoni attaccò a 5 km dal traguardo, mentre Savoldelli non ebbe la forza per reagire, Danilo Di Luca riuscì solo inizialmente a tenere il passo del trentino, ma poi crollò. Dietro Simoni rimase solo José Rujano che lo anticipò nello sprint finale.

### 18ª tappa
- 27 maggio: Chieri > Torino – Cronometro individuale – 34 km

Risultati
| Pos. | Corridore       | Squadra       | Tempo  |
| ---- | --------------- | ------------- | ------ |
| 1    | Ivan Basso      | Team CSC      | 45'05" |
| 2    | Vladimir Karpec | Illes Balears | a 9"   |
| 3    | David Zabriskie | Team CSC      | a 20"  |

| Pos. | Corridore        | Squadra   | Tempo     |
| ---- | ---------------- | --------- | --------- |
| 1    | Paolo Savoldelli | Discovery | 82h10'18" |
| 2    | Gilberto Simoni  | Lampre    | a 2'09"   |
| 3    | José Rujano      | Colombia  | a 3'00"   |

Descrizione e riassunto
Dopo l'arrivo in salita della tappa precedente e prima dell'ultima tappa di montagna del giorno successivo, si affrontò questa
tappa a cronometro. Partenza da Chieri con l'ascesa dopo pochi chilometri del colle di Superga con il passaggio vicino alla basilica ed al monumento che ricorda la tragedia del Grande Torino del 4 maggio 1949. Da qui si scendeva verso la città di Torino, passando vicino al velodromo dedicato alla memoria di Fausto Coppi. L'arrivo era all'interno del Parco del Valentino. Il Giro era arrivato già 37 volte a Torino, la prima nel 1909, vinse Luigi Ganna, l'ultima nel 1982 con vittoria di Bernard Hinault.
I pochi chilometri bastarono ad Ivan Basso per concedere il bis. Tra gli uomini di classifica, Paolo Savoldelli riuscì ad aggiungere oltre un minuto al vantaggio sul diretto inseguitore Gilberto Simoni, mettendo una seria ipoteca sulla vittoria finale.

### 19ª tappa
- 28 maggio: Savigliano > Sestriere – 190 km

Risultati
| Pos. | Corridore       | Squadra  | Tempo    |
| ---- | --------------- | -------- | -------- |
| 1    | José Rujano     | Colombia | 5h49'30" |
| 2    | Gilberto Simoni | Lampre   | a 26"    |
| 3    | Danilo Di Luca  | Liquigas | a 1'35"  |

| Pos. | Corridore        | Squadra   | Tempo     |
| ---- | ---------------- | --------- | --------- |
| 1    | Paolo Savoldelli | Discovery | 91h25'51" |
| 2    | Gilberto Simoni  | Lampre    | a 28"     |
| 3    | José Rujano      | Colombia  | a 45"     |

Descrizione e riassunto
Partenza da Savigliano in direzione di Pinerolo e, dopo circa 60 km dalla partenza, si iniziava a scalare per la prima volta la salita del Sestriere dove era posto l'arrivo. La salita vera e propria iniziava al km 90 circa, a Pragelato, per poi scendere verso la Valle di Susa. Dopo Meana di Susa iniziava la salita del Colle delle Finestre, affrontata per la prima volta dal Giro. L'ascesa, che arrivava fino a quasi 2200 metri s.l.m., era caratterizzata da un tratto di otto chilometri privo di asfalto ed opportunamente trattato per permettere il passaggio dei ciclisti. Dal Colle iniziava una breve discesa di una decina di chilometri, prima di affrontare per la seconda volta nella giornata il Sestriere, con il traguardo posto a quota 2035 m. Il Giro era arrivato altre quattro volte sul Sestriere, tra queste il 1993 quando vinse Miguel Indurain.
La lotta cominciò prestissimo, dopo meno di 50 km di corsa. I tre corridori in fuga (Ivanov, Renshaw e Niermann), raggiunsero un vantaggio massimo di 17 minuti sul gruppo, salvo poi essere pian piano ripresi nella parte finale della tappa. Tra gli uomini in lotta per la maglia rosa, l'attacco di Simoni arrivò all'inizio del Colle delle Finestre, mentre Savoldelli perse subito contatto, incapace di reggere il ritmo dei fuggitivi, badando a gestire il vantaggio in classifica. Simoni, accompagnato da Danilo Di Luca e da José Rujano, arrivò in cima al colle, con oltre 2 minuti e 20", sfilando virtualmente la maglia rosa a Savoldelli.
In discesa il bergamasco recuperò oltre 30". Avrebbe potuto guadagnare ancora più terreno, ma a metà discesa, una volta raggiunto Serhij Hončar, rallentò per restare con l'ucraino con l'obiettivo di trovare aiuto in vista della successiva (seconda) salita del Sestriere, evitando così di doverla affrontare in solitaria. In fondo alla discesa, i tre attaccanti si trovarono con un vantaggio di oltre un minuto e 30". A decidere la tappa furono i 14 km di salita che portavano al traguardo: immediatamente Di Luca si trovò in balia dei crampi, staccandosi dai compagni di fuga. Rimasti soli, Simoni e Rujano persero secondi su Savoldelli, che ridusse il distacco principalmente grazie all'aiuto del belga Wim Van Huffel e da Mauricio Ardila. A pochi chilometri dal traguardo, Rujano portò l'attacco finale, sfiancando Simoni ed arrivando al traguardo con più di 20 secondi di distacco sul corridore trentino, che abbandonò le speranze di vincere la Corsa Rosa.

### 20ª tappa
- 29 maggio: Albese con Cassano > Milano – 120,2 km

Risultati
| Pos. | Corridore           | Squadra       | Tempo    |
| ---- | ------------------- | ------------- | -------- |
| 1    | Alessandro Petacchi | Fassa Bortolo | 3h24'08" |
| 2    | Erik Zabel          | T-Mobile      | s.t.     |
| 3    | Robert Förster      | Gerolsteiner  | s.t.     |

| Pos. | Corridore        | Squadra   | Tempo     |
| ---- | ---------------- | --------- | --------- |
| 1    | Paolo Savoldelli | Discovery | 88h01'43" |
| 2    | Gilberto Simoni  | Lampre    | a 28"     |
| 3    | José Rujano      | Colombia  | a 45"     |

Descrizione e riassunto
Ultima tappa e passerella finale per i vincitori delle varie classifiche. La partenza era ad Albese con Cassano, luogo di nascita di Fabio Casartelli, lo sfortunato ciclista defunto dieci anni prima sulle strade del Tour de France.
Da questo centro in provincia di Como ci si dirigeva verso sud in direzione di Milano passando per Cantù e Saronno.
Arrivati a Milano si passava nella nuova zona fiera, nel comune di Pero, prima di entrare nel circuito identico a quello dell'edizione 2007, che passava per il centro della città. Era la settantanovesima volta che il Giro terminava a Milano.
Gruppo compatto fin sul traguardo, con pochi scatti sempre riassorbiti nel giro di pochi chilometri. In volata, grazie anche al lavoro fatto dal treno della Fassa Bortolo, vinse Alessandro Petacchi che, anticipando il tedesco Erik Zabel, si aggiudicò quest'ultima tappa del Giro d'Italia 2005 e raggiunse la 99ª vittoria in carriera.

## Evoluzione delle classifiche
| Tappa              | Vincitore           | Classifica generale Maglia rosa | Classifica a punti Maglia ciclamino | Classifica scalatori Maglia verde | Classifica intergiro Maglia blu | Trofeo Fast Team | Trofeo Super Team |
| ------------------ | ------------------- | ------------------------------- | ----------------------------------- | --------------------------------- | ------------------------------- | ---------------- | ----------------- |
| Prol.              | Brett Lancaster     | Brett Lancaster                 | non assegnata                       | non assegnata                     | non assegnata                   | Fassa Bortolo    | non assegnata     |
| 1ª                 | Paolo Bettini       | Paolo Bettini                   | Paolo Bettini                       | Thorwald Veneberg                 | Sven Krauß                      | Liquigas-Bianchi | Davitamon-Lotto   |
| 2ª                 | Robbie McEwen       | Robbie McEwen                   | Robbie McEwen                       | Thorwald Veneberg                 | Sven Krauß                      | Liquigas-Bianchi | Davitamon-Lotto   |
| 3ª                 | Danilo Di Luca      | Paolo Bettini                   | Robbie McEwen                       | Dario David Cioni                 | Sven Krauß                      | Liquigas-Bianchi | Liquigas-Bianchi  |
| 4ª                 | Luca Mazzanti       | Paolo Bettini                   | Paolo Bettini                       | Dario David Cioni                 | Sven Krauß                      | Liquigas-Bianchi | Liquigas-Bianchi  |
| 5ª                 | Danilo Di Luca      | Danilo Di Luca                  | Danilo Di Luca                      | José Rujano                       | Sven Krauß                      | Liquigas-Bianchi | Liquigas-Bianchi  |
| 6ª                 | Robbie McEwen       | Paolo Bettini                   | Robbie McEwen                       | José Rujano                       | Sven Krauß                      | Liquigas-Bianchi | Davitamon-Lotto   |
| 7ª                 | Koldo Gil           | Danilo Di Luca                  | Danilo Di Luca                      | Koldo Gil                         | Sven Krauß                      | Lampre-Caffita   | Liquigas-Bianchi  |
| 8ª                 | David Zabriskie     | Danilo Di Luca                  | Danilo Di Luca                      | Koldo Gil                         | Sven Krauß                      | Liquigas-Bianchi | Liquigas-Bianchi  |
| 9ª                 | Alessandro Petacchi | Danilo Di Luca                  | Danilo Di Luca                      | Koldo Gil                         | Sven Krauß                      | Liquigas-Bianchi | Liquigas-Bianchi  |
| 10ª                | Robbie McEwen       | Danilo Di Luca                  | Robbie McEwen                       | Koldo Gil                         | Sven Krauß                      | Liquigas-Bianchi | Davitamon-Lotto   |
| 11ª                | Paolo Savoldelli    | Ivan Basso                      | Robbie McEwen                       | José Rujano                       | Sven Krauß                      | Liquigas-Bianchi | Davitamon-Lotto   |
| 12ª                | Alessandro Petacchi | Ivan Basso                      | Robbie McEwen                       | José Rujano                       | Sven Krauß                      | Liquigas-Bianchi | Davitamon-Lotto   |
| 13ª                | Iván Parra          | Paolo Savoldelli                | Paolo Bettini                       | José Rujano                       | Sven Krauß                      | Liquigas-Bianchi | Davitamon-Lotto   |
| 14ª                | Iván Parra          | Paolo Savoldelli                | Danilo Di Luca                      | José Rujano                       | Sven Krauß                      | Liquigas-Bianchi | Liquigas-Bianchi  |
| 15ª                | Alessandro Petacchi | Paolo Savoldelli                | Paolo Bettini                       | José Rujano                       | Paolo Bettini                   | Liquigas-Bianchi | Davitamon-Lotto   |
| 16ª                | Christophe Le Mével | Paolo Savoldelli                | Paolo Bettini                       | José Rujano                       | Paolo Bettini                   | Liquigas-Bianchi | Davitamon-Lotto   |
| 17ª                | Ivan Basso          | Paolo Savoldelli                | Paolo Bettini                       | José Rujano                       | Stefano Zanini                  | Liquigas-Bianchi | Davitamon-Lotto   |
| 18ª                | Ivan Basso          | Paolo Savoldelli                | Paolo Bettini                       | José Rujano                       | Stefano Zanini                  | Liquigas-Bianchi | Davitamon-Lotto   |
| 19ª                | José Rujano         | Paolo Savoldelli                | Paolo Bettini                       | José Rujano                       | Stefano Zanini                  | Liquigas-Bianchi | Davitamon-Lotto   |
| 20ª                | Alessandro Petacchi | Paolo Savoldelli                | Paolo Bettini                       | José Rujano                       | Stefano Zanini                  | Liquigas-Bianchi | Davitamon-Lotto   |
| Classifiche finali | Classifiche finali  | Paolo Savoldelli                | Paolo Bettini                       | José Rujano                       | Stefano Zanini                  | Liquigas-Bianchi | Davitamon-Lotto   |

## Classifiche finali

### Classifica generale - Maglia rosa
| Pos. | Corridore          | Squadra       | Tempo     |
| ---- | ------------------ | ------------- | --------- |
| 1    | Paolo Savoldelli   | Discovery     | 91h25'51" |
| 2    | Gilberto Simoni    | Lampre        | a 28"     |
| 3    | José Rujano        | Colombia      | a 45"     |
| 4    | Danilo Di Luca     | Liquigas      | a 2'42"   |
| 5    | Juan Manuel Gárate | Saunier       | a 3'11"   |
| 6    | Serhij Hončar      | Domina        | a 4'22"   |
| 7    | Vladimir Karpets   | Illes Balears | a 11'15"  |
| 8    | Pietro Caucchioli  | Crédit        | a 11'38"  |
| 9    | Marzio Bruseghin   | Fassa Bortolo | a 11'40"  |
| 10   | Emanuele Sella     | Panaria       | a 12'33"  |

### Classifica a punti - Maglia ciclamino
| Pos. | Corridore           | Squadra       | Punti |
| ---- | ------------------- | ------------- | ----- |
| 1    | Paolo Bettini       | Quick Step    | 162   |
| 2    | Alessandro Petacchi | Fassa Bortolo | 154   |
| 3    | Danilo Di Luca      | Liquigas      | 136   |
| 4    | Paolo Savoldelli    | Discovery     | 124   |
| 5    | Ivan Basso          | CSC           | 114   |

### Classifica scalatori - Maglia verde
| Pos. | Corridore       | Squadra  | Punti |
| ---- | --------------- | -------- | ----- |
| 1    | José Rujano     | Colombia | 143   |
| 2    | Iván Parra      | Colombia | 57    |
| 3    | Gilberto Simoni | Lampre   | 45    |
| 4    | Ivan Basso      | CSC      | 41    |
| 5    | Danilo Di Luca  | Liquigas | 29    |

### Classifica Intergiro - Maglia azzurra
| Pos. | Corridore      | Squadra      | Tempo     |
| ---- | -------------- | ------------ | --------- |
| 1    | Stefano Zanini | Quick Step   | 54h37'01" |
| 2    | Paolo Bettini  | Quick Step   | a 27"     |
| 3    | Sven Krauß     | Gerolsteiner | a 30"     |
| 4    | Bram Schmitz   | T-Mobile     | a 2'16"   |
| 5    | Ivan Basso     | CSC          | a 2'31"   |

### Classifica a squadre - Trofeo Fast Team
| Pos. | Squadra                        | Tempo      |
| ---- | ------------------------------ | ---------- |
| 1    | Liquigas-Bianchi               | 274h42'31" |
| 2    | Crédit Agricole                | a 24'28"   |
| 3    | Lampre-Caffita                 | a 29'21"   |
| 4    | Domina Vacanze                 | a 32'27"   |
| 5    | Illes Balears-Caisse d'Epargne | a 1h08'29" |

### Classifica a squadre - Trofeo Super Team
| Pos. | Squadra                        | Punti |
| ---- | ------------------------------ | ----- |
| 1    | Davitamon-Lotto                | 347   |
| 2    | Liquigas-Bianchi               | 316   |
| 3    | Domina Vacanze                 | 311   |
| 4    | Fassa Bortolo                  | 296   |
| 5    | Illes Balears-Caisse d'Epargne | 224   |

## Punteggi UCI
| Pos. | Corridore           | Squadra         | Punti |
| ---- | ------------------- | --------------- | ----- |
| 1    | Paolo Savoldelli    | Discovery Ch.   | 85    |
| 2    | Gilberto Simoni     | Lampre          | 69    |
| 3    | Danilo Di Luca      | Liquigas        | 53    |
| 4    | Juan Manuel Gárate  | Saunier Duval   | 42    |
| 5    | Serhij Hončar       | Domina Vac.     | 35    |
| 6    | Vladimir Karpec     | Illes Balears   | 32    |
| 7    | Pietro Caucchioli   | Crédit Agricole | 26    |
| 8    | Marzio Bruseghin    | Fassa Bortolo   | 24    |
| 9    | Wim Van Huffel      | Davitamon       | 16    |
| 10   | Alessandro Petacchi | Fassa Bortolo   | 16    |
| 11   | Markus Fothen       | Gerolsteiner    | 13    |
| 12   | Dario Cioni         | Liquigas-Doimo  | 13    |
| 13   | Robbie McEwen       | Davitamon       | 11    |
| 14   | Ivan Basso          | Team CSC        | 10    |
| 15   | Daniel Atienza      | Cofidis         | 9     |
| 16   | Tadej Valjavec      | Phonak          | 9     |
| 17   | Damiano Cunego      | Lampre          | 7     |
| 18   | Paolo Bettini       | Quick Step      | 6     |
| 19   | Aitor Osa           | Illes Balears   | 5     |
| 20   | Samuel Sánchez      | Euskaltel       | 4     |
| 21   | Paolo Savoldelli    | Discovery Ch.   | 4     |
| 22   | Erik Zabel          | T-Mobile Team   | 4     |
| 23   | David Zabriskie     | Team CSC        | 4     |
| 24   | Koldo Gil           | Liberty Seg.    | 3     |
| 25   | Christophe Le Mével | Crédit Agricole | 3     |
| 26   | Matteo Tosatto      | Fassa Bortolo   | 2     |
| 27   | Giampaolo Caruso    | Liberty Seg.    | 2     |
| 28   | Jaan Kirsipuu       | Crédit Agricole | 2     |
| 29   | Isaac Gálvez        | Illes Balears   | 2     |
| 30   | Robert Förster      | Gerolsteiner    | 2     |
| 31   | Christophe Brandt   | Davitamon       | 2     |
| 32   | Stefano Garzelli    | Liquigas        | 1     |
| 33   | Stuart O'Grady      | Cofidis         | 1     |
| 34   | Aurélien Clerc      | Phonak          | 1     |
| 35   | Volodymyr Bileka    | Discovery Ch.   | 1     |
| 36   | Michele Scarponi    | Liberty Seg.    | 1     |
| 37   | Mauricio Ardila     | Davitamon       | 1     |
| 38   | Isaac Gálvez        | Illes Balears   | 1     |
| 39   | Alessandro Vanotti  | Domina Vac.     | 1     |

| Pos. | Squadra                            | Punti |
| ---- | ---------------------------------- | ----- |
| 1    | Liquigas-Bianchi                   | 20    |
| 2    | Crédit Agricole                    | 19    |
| 3    | Lampre-Caffita                     | 18    |
| 4    | Domina Vacanze                     | 17    |
| 5    | Illes Balears-Caisse d'Epargne     | 16    |
| 6    | Davitamon-Lotto                    | 15    |
| 7    | Liberty Seguros-Würth Team         | 13    |
| 8    | Saunier Duval-Prodir               | 12    |
| 9    | Phonak Hearing Systems             | 11    |
| 10   | Cofidis, le Crédit par Téléphone   | 10    |
| 11   | Rabobank                           | 9     |
| 12   | Euskaltel-Euskadi                  | 7     |
| 13   | T-Mobile Team                      | 6     |
| 14   | Team CSC                           | 5     |
| 15   | Discovery Channel Pro Cycling Team | 4     |
| 16   | Quick Step-Innergetic              | 3     |
| 17   | Gerolsteiner                       | 2     |
| 18   | Fassa Bortolo                      | 1     |